# Sam and the Womp
Sam and the Womp ist eine britische Funpop-Band.

## Bandgeschichte
Das Trio mit der ungewöhnlichen Instrumentierung Blasinstrumente, Bass und Gesang schloss sich 2009 in London zusammen. Mit einer Mischung aus Dubsteprhythmus, Ska und Balkanpop spielten sie live Unterhaltungsmusik. Kopf und Namensgeber der Band ist Sam Ritchie, der Trompete, Posaune und Saxophon beherrscht. Die Sängerin Bloem de Ligny, die sich in der Band Lady Oo nennt, stammt aus den Niederlanden und hatte bereits 1998 ihr Debütalbum herausgebracht. Aaron Horn, DJ und Bassist der Band, ist auch als Aaron Audio bekannt und der Sohn von Trevor Horn.
Sam and the Womp veröffentlichte das Lied Bom Bom im Internet, wo es viel Aufmerksamkeit fand und schließlich als Untermalungsmusik für die Berichterstattung der Olympischen Sommerspiele 2012 in London Verwendung fand. Als das Lied daraufhin als Single veröffentlicht wurde, stieg es auf Anhieb auf Platz 1 der UK-Charts ein. Danach wurde es auch in der Werbung für Southern Comfort verwendet und verbreitete sich über das Vereinigte Königreich hinaus in andere Länder. So erreichte das Lied Platz 4 in Australien. In den USA kam es Ende 2012 immerhin in die Bubbling-Under-Charts. In Deutschland wurde die Zwei-Track-CD am 3. Mai 2013 veröffentlicht. Bereits im Vorfeld erlangte der Titel durch den Einsatz in der Show Germany’s Next Topmodel so viel Popularität, dass er den Einstieg in die deutschen Charts schaffte.

## Mitglieder
- Sam Ritchie, Blasinstrumente
- Aaron Horn, DJ, Bassist
- Bloem de Ligny, Sängerin

## Diskografie
Lieder
- 2012: Bom Bom
- 2013: Ravo
- 2014: Zeppelin

## Auszeichnungen für Musikverkäufe
| Goldene Schallplatte - Dänemark - 2013: für das Streaming Bom Bom 4× Platin-Schallplatte - Australien - 2013: für die Single Bom Bom |

Anmerkung: Auszeichnungen in Ländern aus den Charttabellen bzw. Chartboxen sind in ebendiesen zu finden.
| Land/RegionAuszeichnungen für Musikverkäufe (Land/Region, Auszeichnungen, Verkäufe, Quellen) | Gold  | Platin     | Verkäufe | Quellen     |
| -------------------------------------------------------------------------------------------- | ----- | ---------- | -------- | ----------- |
| Australien (ARIA)                                                                            | —     | 4× Platin4 | 280.000  | aria.com.au |
| Dänemark (IFPI)                                                                              | Gold1 | —          | —        | ifpi.dk     |
| Vereinigtes Königreich (BPI)                                                                 | —     | Platin1    | 600.000  | bpi.co.uk   |
| Insgesamt                                                                                    | Gold1 | 5× Platin5 |          |             |